# 日比津町
日比津町（ひびつちょう）は、愛知県名古屋市中村区の地名。現行行政地名は日比津町1丁目から日比津町4丁目と14の小字。住居表示未実施。

## 地理
名古屋市中村区の北西部に位置し、丁目がある区域の東に高道町、西に諏訪町、南に本陣通、北に橋下町。

### 字一覧
日比津町には一部地域に小字が残る。日比津町とその前身である日比津村の小字は以下の通り。消滅した字については背景色    で示す。
| 字                               | 字                     |
| -------------------------------- | ---------------------- |
| 池口西（いけくちにし）           | 池口前（いけくちまえ） |
| 一ノ郷（いちのごう）             | 一本橋（いっぽんばし） |
| 猪之越（いのこし）               | 上尻江（かみしりえ）   |
| 上諏訪野（かみすわの）           | 上ノ畑（かみのばた）   |
| 上ノ宮（かみのみや）             | 上森末（かみもりすえ） |
| 川東（かわひがし）               | 雉子屋敷（きじやしき） |
| 久左エ門前（きゅうざえもんまえ） | 五ノ郷（ごのごう）     |
| 小田（こでん）                   | 三ノ郷（さんのごう）   |
| 塩辛（しおから）                 | 四ノ郷（しのごう）     |
| 下尻江（しもしりえ）             | 下ノ畑（しものばた）   |
| 下森末（しももりすえ）           | 砂田（すなだ）         |
| 外諏訪野（そとすわの）           | 高道（たかみち）       |
| 茶ノ木（ちゃのき）               | 中諏訪野（なかすわの） |
| 中宮野（なかみやの）             | 二ノ郷（にのごう）     |
| 流野（ながれの）                 | 西諏訪野（にしすわの） |
| 西宮野（にしみやの）             | 野合（のあい）         |
| 橋下（はしした）                 | 橋下西（はししたにし） |
| 東諏訪野（ひがしすわの）         | 東宮野（ひがしみやの） |
| 平手（ひらて）                   | 藤之木（ふじのき）     |
| 古川（ふるかわ）                 | 本陣前（ほんじんまえ） |
| 本陣東（ほんじんひがし）         | 丸田（まるた）         |
| 南諏訪野（みなみすわの）         | 南宮野（みなみみやの） |
| 宮裏（みやうら）                 | 道下（みちした）       |
| 六ノ郷（ろくのごう）             |                        |

## 歴史

### 町名の由来
江戸期の愛知郡日比津村を前身とする。「日比津」は、「泥津」（ひじつ）の転訛であるという。鎌倉時代後期成立の『熱田宮領新別納郷等注文案』に「泥津郷」、『常徳寺古縁起』に「尾州愛知郡泥津長秋山常徳寺...応永八年」とある。

### 行政区画の変遷
- 1889年（明治22年）10月1日 - 愛知郡日比津村となる[2]。
- 1906年（明治39年）5月10日 - 合併により、愛知郡中村大字日比津となる[2]。
- 1921年（大正10年）8月22日 - 名古屋市編入により、西区日比津町となる[2]。
- 1937年（昭和12年）10月1日 - 中村区に編入され、同区日比津町となる[2]。
- 1964年（昭和39年）1月10日 - 中村区森田町の一部を編入する[2]。

このほか、中村町・十王町・菊水町・本陣通・豊幡町・森末町・上ノ宮町・大秋町・東宿町・藤江町・元中村町・道下町・鳥居通・日吉町・寿町・大門町・羽衣町・賑町・名楽町・若宮町・太閤通・大宮町・西米野町・森田町にそれぞれ編入される。

## 世帯数と人口
2019年（平成31年）2月1日現在の世帯数と人口は以下の通りである。
| 町丁     | 世帯数  | 人口    |
| -------- | ------- | ------- |
| 日比津町 | 958世帯 | 2,242人 |

### 人口の変遷
国勢調査による人口の推移
| 1995年（平成7年）  | 2,216人 | [ WEB 7 ]  |  |
| 2000年（平成12年） | 2,221人 | [ WEB 8 ]  |  |
| 2005年（平成17年） | 2,156人 | [ WEB 9 ]  |  |
| 2010年（平成22年） | 2,120人 | [ WEB 10 ] |  |
| 2015年（平成27年） | 2,260人 | [ WEB 11 ] |  |

## 学区
市立小・中学校に通う場合、学校等は以下の通りとなる。また、公立高等学校に通う場合の学区は以下の通りとなる。
| 番・番地等 | 小学校               | 中学校                 | 高等学校 |
| ---------- | -------------------- | ---------------------- | -------- |
| 全域       | 名古屋市立諏訪小学校 | 名古屋市立日比津中学校 | 尾張学区 |

## 交通
- 愛知県道106号鳥ヶ地名古屋線

## 施設
- 白山神社[3]
- 津島神社
- 日比津公園

1990年（平成2年）4月1日供用開始。
- 定徳寺[4]
- ゆめの樹保育園
- みのり幼稚園
- 大円寺

境智山と号す真宗大谷派寺院。創建年代は不明。当初は専正寺と称する天台宗寺院だったが、安貞年間に栄寿なる僧により真宗仏光寺派の伝来寺として再興された。慶安元年、真宗高田派大信寺と改められ、さらに後年大円寺と改称されたという。
- 妙聴寺
- 天理教城武分教会
- 枇杷島橋緑地

字川東・字下ノ畑・字上ノ畑・字古川に所在する。1983年（昭和58年）4月1日供用開始。
- 名城大学附属高等学校河川敷グラウンド
- 日比津教会
- 容器販売・クレンリー

## 史跡
- 日比津城址[6]

## その他

### 日本郵便
- 郵便番号 : 453-0061[WEB 3]（集配局：中村郵便局[WEB 15]）。